# Kasendorf
Kasendorf – gmina targowa w Niemczech, w kraju związkowym Bawaria, w rejencji Górna Frankonia, w regionie Oberfranken-Ost, w powiecie Kulmbach, siedziba wspólnoty administracyjnej Kasendorf. Leży w Szwajcarii Frankońskiej, przy autostradzie A70.
Gmina położona jest 10 km na południowy wschód od Kulmbach i 20 km na północny wschód od Bayreuth.

## Dzielnice
W skład gminy wchodzą następujące dzielnice: 
| - Azendorf - Döllnitz - Kasendorf - Krumme Fohre - Lindenberg - Lopp | - Neudorf - Peesten - Reuth - Welschenkahl - Zultenberg |

## Demografia
| Rok  | Liczba mieszk. |
| ---- | -------------- |
| 1970 | 2.379          |
| 1987 | 2.257          |
| 2000 | 2.587          |
| 2006 | 2.617          |

## Osoby urodzone w Kasendorfie
- Eduard Rupprecht (1837-1907), luterański kapłan, pisarz